# Пек Сон Дон
Пек Сон Дон  (кор. 백 성동, 13 серпня 1991) — південнокорейський футболіст, олімпійський медаліст.

## Виступи на Олімпіадах
| Олімпіада   | Дисципліна | Місце |
| ----------- | ---------- | ----- |
| Лондон 2012 | футбол     | 3     |

## Інші досягнення
- Володар Кубка Південної Кореї (1):

«Пхохан Стілерс»: 2023

## Зовнішні посилання
- Досьє на sport.references.com [Архівовано 15 грудня 2012 у Wayback Machine.]